# Dillenia parviflora
Dillenia parviflora är en tvåhjärtbladig växtart som beskrevs av William Griffiths. Dillenia parviflora ingår i släktet Dillenia och familjen Dilleniaceae. Inga underarter finns listade i Catalogue of Life.